# Жукаускас, Эгидиюс
Эгидиюс Жукаускас (лит. Egidijus Žukauskas; 20 марта 1972) — литовский футболист, защитник. Выступал за сборную Литвы, провёл один матч.

## Клубная карьера
Жукаускас большую часть карьеры провёл в литовских клубах. Начинал в 1991 году в «Вильямполе», однако в том же сезоне перебрался в «Вилию». После чего выступал за «Бангу». С 1992 по 1995 годы играл за «РОМАР», откуда перебрался в «Атлантас» из Клайпеды. Далее играл в «Кареде». В 1998 провёл за «Анжи» все 42 матча в Первом дивизионе и матч на Кубок России. Далее играл в «Металлурге». С 2003 по 2006 вновь играл в «Атлантасе». В январе 2007 года подписал однолетний контракт с клубом «Шяуляй», где и завершил карьеру.

## Достижения
С «Каредой»
- чемпион Литвы 1996

С «Атлантасом»
- Бронзовый призёр чемпионата Литвы 2004

С «Металлургом»
- Бронзовый призёр чемпионата Латвии 2000